# Potencial hídric
El  potencial hídric  és una característica física que permet explicar la circulació de l'aigua en les plantes. És la base biofísica del moviment de l'aigua i del creixement cel·lular.
Consta de diversos components:
 Potencial Hídric = Potencial osmòtic + Potencial de Pressió + Potencial Matricial + Potencial Gravitacional 
On,
- Potencial osmòtic: està relacionat amb l'osmolaritat de la dissolució aquosa. Depèn dels osmolits dissolts en l'aigua.

- Potencial de pressió: està relacionat amb la pressió que exerceixen les parets cel·lulars vegetals contra la cèl·lula. És màxim quan arriba a la màxima turgència i mínim quan arriba al valor de plasmòlisi incipient.

- Potencial matricial: Està relacionat amb l'absorció de l'aigua per capil·laritat.

- Potencial gravitacional: És aquell relacionat amb la força de gravetat.